# Iguanura mirabilis
Iguanura mirabilis är en enhjärtbladig växtart som beskrevs av Chong Keat Lim. Iguanura mirabilis ingår i släktet Iguanura och familjen Arecaceae. Inga underarter finns listade i Catalogue of Life.